# Mylène Chavas
Mylène Chavas, née le 7 janvier 1998 à Sainte-Colombe-sur-Gand, est une footballeuse française évoluant au poste de gardienne de but au Paris FC.

## Carrière

### Carrière en club
Mylène Chavas évolue dans sa jeunesse à l'Entente sportive Trèfle Football à Vérin. En 2012, elle rejoint l'AS Saint-Étienne ; elle réalise ses débuts en première division lors de la saison 2014-2015. Elle s'impose comme titulaire à partir de la saison 2016-2017.
Après une saison en deuxième division avec les Vertes, elle signe au Dijon FCO en 2018. Lors de la saison 2018-2019, elle est déléguée club de l'UNFP au sein de son club. Elle gagne sa place de titulaire lors de la saison 2020-2021.
En juillet 2021, elle signe un contrat de deux ans aux Girondins de Bordeaux. Elle devient directement un cadre de l'équipe, alors en plein remaniement.
À la fin de son contrat avec Bordeaux, en juillet 2023, elle signe au Real Madrid, où elle remplace sa compatriote Méline Gérard, qui prend sa retraite sportive. Elle avait déjà remplacée Gérard dans les cages de Saint-Étienne en 2014.

### Carrière en sélection
Elle compte deux sélections avec l'équipe de France des moins de 17 ans entre 2013 et 2014, quatorze sélections en équipe de France des moins de 19 ans depuis 2016, et six sélections en équipe de France des moins de 20 ans en 2016. Elle effectue sa première sélection en équipe de France A le 25 juin 2022 lors du Match France-Cameroun.
En 2022, elle fait partie des 23 sélectionnées pour disputer le Championnat d'Europe en Angleterre.
Pour la coupe du monde 2023, elle est réserviste.

## Palmarès
Avec la sélection nationale, elle remporte le championnat d'Europe des moins de 19 ans 2016, et atteint la finale de la Coupe du monde des moins de 20 ans 2016 ; elle est élue meilleure gardienne de ce tournoi. Elle est ensuite finaliste du championnat d'Europe des moins de 19 ans 2017.

## Statistiques
| Saison                | Club                  | Championnat           | Championnat | Championnat | Coupe(s) nationale(s) | Coupe(s) nationale(s) | Total | Total |
| Saison                | Club                  | Division              | M.          | B.          | M.                    | B.                    | M.    | B.    |
| 2014-2015             | AS Saint-Étienne      | Division 1            | 1           | 0           | 0                     | 0                     | 1     | 0     |
| 2015-2016             | AS Saint-Étienne      | Division 1            | 6           | 0           | 2                     | 0                     | 8     | 0     |
| 2016-2017             | AS Saint-Étienne      | Division 1            | 17          | 0           | 2                     | 0                     | 19    | 0     |
| 2017-2018             | AS Saint-Étienne      | Division 2            | 22          | 0           | 2                     | 0                     | 24    | 0     |
| Sous-total            | Sous-total            | Sous-total            | 46          | 0           | 6                     | 0                     | 52    | 0     |
| 2018-2019             | Dijon FCO             | Division 1            | 7           | 0           | 2                     | 0                     | 9     | 0     |
| 2019-2020             | Dijon FCO             | Division 1            | 5           | 0           | 3                     | 0                     | 8     | 0     |
| Sous-total            | Sous-total            | Sous-total            | 12          | 0           | 5                     | 0                     | 17    | 0     |
| Total sur la carrière | Total sur la carrière | Total sur la carrière | 58          | 0           | 11                    | 0                     | 69    | 0     |